# Karl Holz

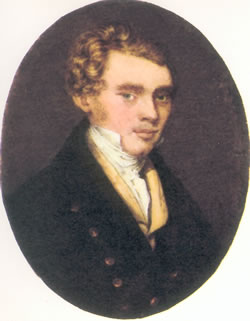
Karl Holz, retrato en miniatura de Bárbara "Betty" Fröhlich

Karl Holz (* 3 de marzo de 1799 en Viena ; † 9. de noviembre de 1858 ibid) fue un violinista austríaco. Fue segundo violinista en el Cuarteto Schuppanzigh fundado por Ignaz Schuppanzigh y amigo cercano del compositor Ludwig van Beethoven cuando escribió sus últimos cuartetos de cuerda en la última fase de su vida.

## Vida
Se sabe de su vida; la mayor parte de la información conocida se puede derivar de la comunicación con Ludwig van Beethoven que se ha transmitido por escrito en los libros de conversación que este mantenía, con la ayuda de los cuales Beethoven tuvo que comunicarse por escrito con sus semejantes en los últimos años de su vida debido a su sordera causada por otosclerosis.
Karl Holz era cajero en la oficina de las fincas provinciales de la Baja Austria. Describió esta actividad a Beethoven de la siguiente manera:
    “Tengo un trabajo muy ligero. Básicamente, solo trabajo una hora. Tengo el resto del tiempo para mí. Pero tengo que sentarme adentro. Debo al menos poner mi cuerpo ahí. Siempre tengo trabajos interesantes para mí"
- Karl Holz: libros de conversación de Ludwig van Beethoven, volumen 8, p. 47
Para complementar su pequeño salario de funcionario, daba lecciones de violín. Después de dar conciertos públicos con Joseph Böhm, miembro del Cuarteto Schuppanzigh, desde 1821, fue segundo violinista en el conjunto desde 1823 hasta la muerte de Ignaz Schuppanzigh en 1830.
El primer contacto con Ludwig van Beethoven se produjo cuando Holz el 4 de abril de 1825 en la Redoutensaal de Viena dirigió una sinfonía de Beethoven, probablemente la cuarta. La amistad entre los dos se desarrolló en agosto del mismo año cuando Beethoven le entregó al violinista el autógrafo de su Cuarteto de cuerda n.° 15 en La menor, op.132, para que pudiera hacer copias y el miedo del compositor a no obtener la devolución del autógrafo, lo que no se confirmó. De este modo Karl Holz se convirtió en la persona de contacto entre Beethoven y el Cuarteto Schuppanzigh, el copista de las partituras de sus cuartetos y también se hizo cargo de las tareas domésticas y las negociaciones con los editores para el compositor. El violinista, apodado “la mejor madera de caoba” por Beethoven, fue “invitado a almorzar 365 veces al año”, como lo expresó de manera un tanto burlona el sobrino de Beethoven, Karl. El propio Karl Holz escribió sobre su tiempo con Beethoven:
- “Mientras componía los tres cuartetos op. 127, 130, 132 encargados por el príncipe Golitsyn, la inagotable imaginación de Beethoven derramó tal riqueza de nuevas ideas para música de cuarteto que casi involuntariamente tuvo que escribir los cuartetos siguientes en do sostenido menor y fa mayor. '¡Mejor, he vuelto a pensar en algo!', solía decir en broma y con los ojos brillantes cuando salíamos a pasear: escribía unas notas en su cuaderno de bocetos (…) 'y imaginación no me falta, gracias a Dios , ¡menos que nunca!“

- Karl Holz: en: Wilhelm von Lenz: Beethoven. Un estudio de arte, 5 volúmenes, Kassel 1855 (volúmenes 1-2), Hamburgo (volúmenes 3-5), volumen 5, págs. 216 y sig.
Karl Holz murió de cólera en 1858. El plan de Holz para redactar una biografía oficial del compositor, aprobada por Beethoven, no se materializó por razones desconocidas.

## Evaluación histórica
La primera biografía coherente de Beethoven fue publicada en 1840 por el secretario de Beethoven, Anton Felix Schindler. En esta, Schindler se presenta a sí mismo como el confidente más cercano en los últimos años de Beethoven. El caso es que entre finales de 1822 y 1824 Schindler llevó a cabo tareas cotidianas necesarias, como hacer recados y negociar con los copistas de Beethoven. Sin embargo, Schindler se tomó su tarea tan en serio que Beethoven, quien el 19 de agosto de 1823 se quejó a su hermano Johann sobre "esta persona vil despreciable"  y finalmente relevó a su autoproclamado "secretario secreto sin sueldo"  de sus deberes, porque temía "que una gran desgracia era inminente para él". En su lugar llegó Karl Holz, donde, según el relato de Schindler, “cada centímetro es el de un 'falso' vienés de primera clase". Además, Schindler acusó al violinista de haber tenido una influencia negativa sobre el compositor, entre otras cosas induciéndolo a aumentar el consumo de alcohol y a centrarse demasiado en la pura generación de dinero, y confirmó su valoración cinco años después en un artículo periodístico:
- “Afortunadamente, fue solo en el corto período de aproximadamente 18 meses cuando el Sr. Holz alimentó la irritabilidad, la desconfianza y los estados de ánimo a menudo infantiles de Beethoven, resultó en que el noble Beethoven negó muy a menudo su temperamento y se convirtió en un verdadero sultán".

- Anton Felix Schindler: Kölnische Zeitung, No. 298 del 15 de octubre de 1845
Karl Holz se defendió de las acusaciones, que Schindler pretendía poder demostrar con anotaciones en los cuadernos de conversación. Mientras tanto, sin embargo, se ha demostrado que Schindler había falsificado numerosas entradas en el cuaderno de conversaciones para presentarse a sí mismo de una manera más favorable.
Sin embargo, estas falsificaciones solo pudieron detectarse 100 años después durante el trabajo de edición de la edición crítica de los libros de conversación, por lo que la mala reputación de Holz no se puso en duda durante mucho tiempo. El investigador de Beethoven Alexander Wheelock Thayer juzgó a Karl Holz de una manera más diferenciada, pero esencialmente siguió la evaluación de Schindler describiendo a Holz como "descarado"  y dándole "cierta frivolidad"  así como "cierta intrusión". Otros investigadores como Otto Jahn ( "Los mensajes de Karl Holz (...) deben valorarse con cautela"  ), Ludwig Nohl ( "una auténtica› fruta ‹vienesa, tanto en lo bueno como en lo malo sentido «  ) y Paul Bekker ( "Había sólo unos pocos de los conocidos vieneses cuya relación con Beethoven se profundizó con el tiempo. Personas como Schindler o Holz no se encuentran entre ellos."  ) siguieron el ejemplo de Schindler.
Según el musicólogo Gerd Indorf, esta visión constantemente negativa de Karl Holz no puede confirmarse; por el contrario, un análisis del undécimo volumen de los libros de conversación sugiere que el cuidado de Holz por Beethoven no estaba restringido por el egoísmo, sino por los planes matrimoniales del violinista: "Los asuntos matrimoniales le molestaban bastante" 